# Ferdinand de Marsin
Ferdinand de Marsin (o Marchin) (Lieja, 10 de febrero de 1656 - Turín, 9 de septiembre de 1706), conde de Marchín y marqués de Clermont d'Entragues, entre otros títulos, fue un noble y militar francés, de origen valón, mariscal de Francia desde el año 1703. Participó en la Guerra de Sucesión Española, al servicio de Luis XIV y fue embajador en España, bajo el reinado de Felipe V.

## Biografía
Ferdinand de Marsin nació en la ciudad valona de Lieja, hijo del también militar Jean-Gaspard Ferdinand de Marsin, general del Sacro Imperio Germánico al servicio del Imperio español en los Países Bajos. 
Ferdinand ingresó en el ejército con tan sólo 17 años y tras la muerte de su padre pasó al servicio de Luis XIV de Francia y asumió el mando de una compañía militar creada especialmente para él en Flandes. En 1688 fue ascendido a brigadier.
En el año 1690, durante la Batalla de Fleurus, fue herido. El 1693 fue mariscal de campo en la Guerra de los Nueve Años, principalmente en las zonas de Neerwinden y Charleroi. 
Entre los años 1701 y 1702 fue embajador francés ante la corte española de Felipe V en Madrid. 
Tras la Guerra de Sucesión Española fue enviado a la Batalla de Luzzara, donde los resultados franceses no fueron los deseados pero él realizó una buena participación por la que fue elogiado. Nombrado adjunto al mando del ejército borbónico, fue herido y hecho prisionero en la Batalla de Turín, muriendo en esta ciudad a consecuencia de las heridas recibidas. 